# Uncover (singel)
Uncover – singel Zary Larsson, wydany 21 stycznia 2013, promujący minialbum Introducing. Utwór napisali i skomponowali Robert Habolin, Gavin Jones oraz Marcus Sepermanesh.
Singel znalazł się na 1. miejscu na oficjalnej liście sprzedaży w Szwecji i otrzymał certyfikat sześciokrotnej platyny w tym kraju za sprzedaż w nakładzie przekraczającym 240 tysięcy kopii. Natomiast w Danii utwór uzyskał 3. miejsce na krajowej liście i status potrójnej platyny, a w Norwegii 1. miejsce na liście sprzedaży oraz platynowy certyfikat. Kompozycja była również notowana w pierwszej dziesiątce najlepiej sprzedających się singli we Francji, Belgii oraz Szwajcarii.
Przebój zdobył nominację do prestiżowych szwedzkich nagród Grammis 2014 w kategorii Piosenka roku.

## Notowania

### Pozycje na listach sprzedaży
| Kraj              | Notowanie (2013/2015)     | Najwyższa pozycja | Certyfikat | Sprzedaż |
| ----------------- | ------------------------- | ----------------- | ---------- | -------- |
| Belgia (Flandria) | Ultratop 50               | 7                 | platyna    | 30 000+  |
| Belgia (Walonia)  | Ultratop 50               | 6                 | platyna    | 30 000+  |
| Czechy            | Singles Digital – Top 100 | 55                |            |          |
| Dania             | Tracklisten               | 3                 | 3× platyna | 90 000+  |
| Francja           | SNEP                      | 5                 | złoto      | 75 000+  |
| Hiszpania         | PROMUSICAE                | 79                |            |          |
| Norwegia          | VG-Lista                  | 1                 | platyna    | 10 000+  |
| Słowacja          | Singles Digital – Top 100 | 57                |            |          |
| Szwajcaria        | Schweizer Hitparade       | 8                 |            |          |
| Szwecja           | Sverigetopplistan         | 1                 | 6× platyna | 240 000+ |

### Pozycje na listach airplay
| Kraj     | Notowanie (2013/2015) | Najwyższa pozycja |
| -------- | --------------------- | ----------------- |
| Czechy   | Rádio – Top 100       | 16                |
| Słowacja | Rádio – Top 100       | 11                |

## Nominacje
| Rok  | Nagroda  | Kategoria                        | Rezultat  |
| ---- | -------- | -------------------------------- | --------- |
| 2014 | P3 Guld  | Piosenka roku                    | Nominacja |
| 2014 | Gaygalan | Najlepsza szwedzka piosenka roku | Nominacja |
| 2014 | Grammis  | Piosenka roku                    | Nominacja |